# Бел-бані
Бел-бані — ассирійський цар, засновник нової династії на престолі Ашшура. Його правління припадало приблизно на межу XVIII й XVII століть до н. е.

## Правління
Сходженням на престол Бел-бані завершився період правління сімох узурпаторів (нічиїх синів), серед яких був і Ашшур-дугуль. Відповідно до Ассирійського царського списку правив упродовж десяти років.